# Kanton Joué-lès-Tours-Nord
Der Kanton Joué-lès-Tours-Nord war von 1985 bis 2015 ein französischer Wahlkreis im Arrondissement Tours, im Département Indre-et-Loire und in der Region Centre-Val de Loire; sein Hauptort war Joué-lès-Tours.
Der Kanton umfasste einen Teil der Stadt Joué-lès-Tours. 